# Рудольф (кронпринц Австрії)
Рудо́льф Габсбург-Лотаринзький (21 серпня 1858, Лаксенбург, Нижня Австрія — 30 січня 1889, Майєрлінг) — ерцгерцог, австро-угорський престолонаслідник, єдиний син цісаря Франца Йосифа і Єлизавети Баварської. Був названий на честь першого імператора Священної Римської імперії з династії Габсбургів — Рудольфа І

## Біографія
Був третьою дитиною і єдиним сином цісаря. У дитинстві переважно був під наглядом вихователів, оскільки батько займався державними справами, а матір відсторонили від виховання. Після завершення навчання 24 червня 1877 року призваний на військову службу як командир 36 полку піхоти у Празі, згодом — Відні.
10 травня 1881 року одружився з бельгійською принцесою Стефанією Клотильдою Кобург, донькою короля Бельгії Леопольда II та Марії Генрієти Австрійської. 21 вересня 1883 року у шлюбі народилася єдина донька Елізабет Марія Габсбург.
Рудольф мав неврівноважений характер, любив подорожувати, описувати побачене, зловживав спиртними напоями, позашлюбними зав'язками, що викликало невдоволення Франца Йосифа, призводило до сварок з дружиною.
На відміну від батька був ліберальних поглядів, ставився прихильно до порозуміння з Францією і критично — до урядової системи в Австрії, тому був популярним серед неповноправних народів Австро-Угорщини, у тому числі й серед українців. Мріяв про велику Австрію в європейській політиці, соціальний переворот, що викликало незадоволення при дворі.
Наклав на себе руки у замку Маєрлінґ разом з баронесою Марією Вечерою, що стало темою багатьох легенд.

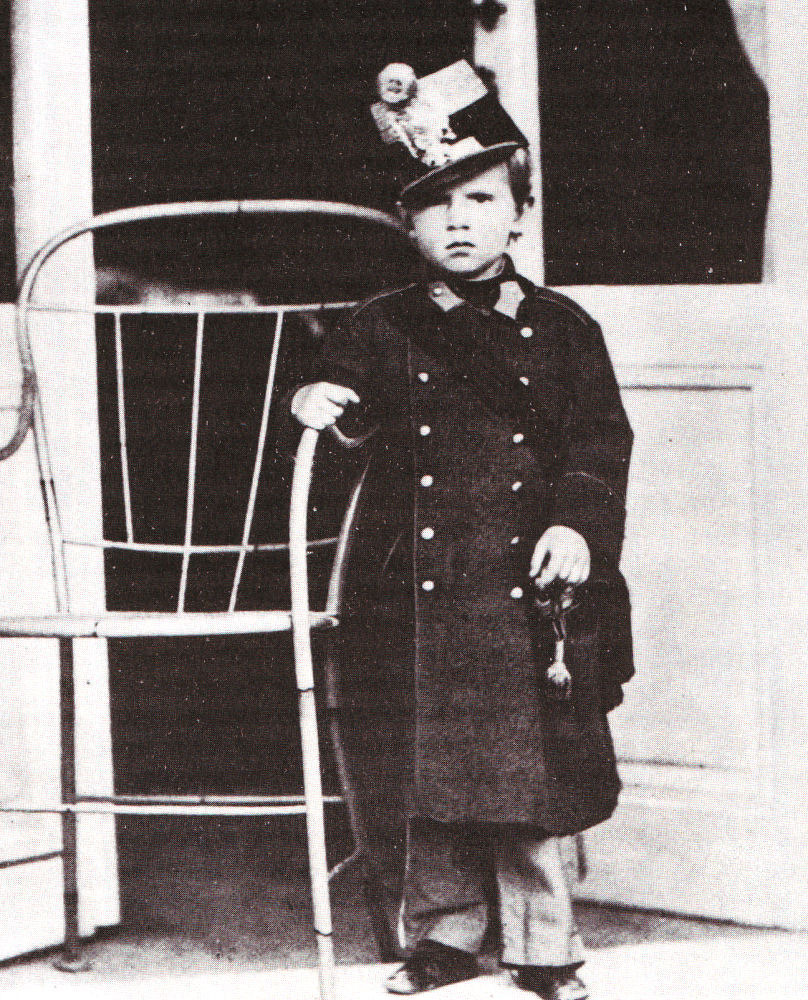
Рудольф у військовому однострої (1862)
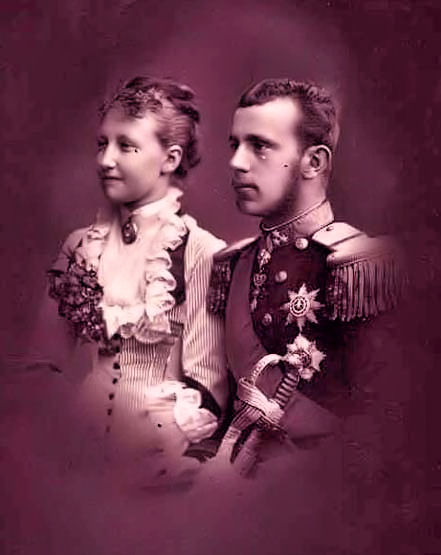
Рудольф і Стефанія
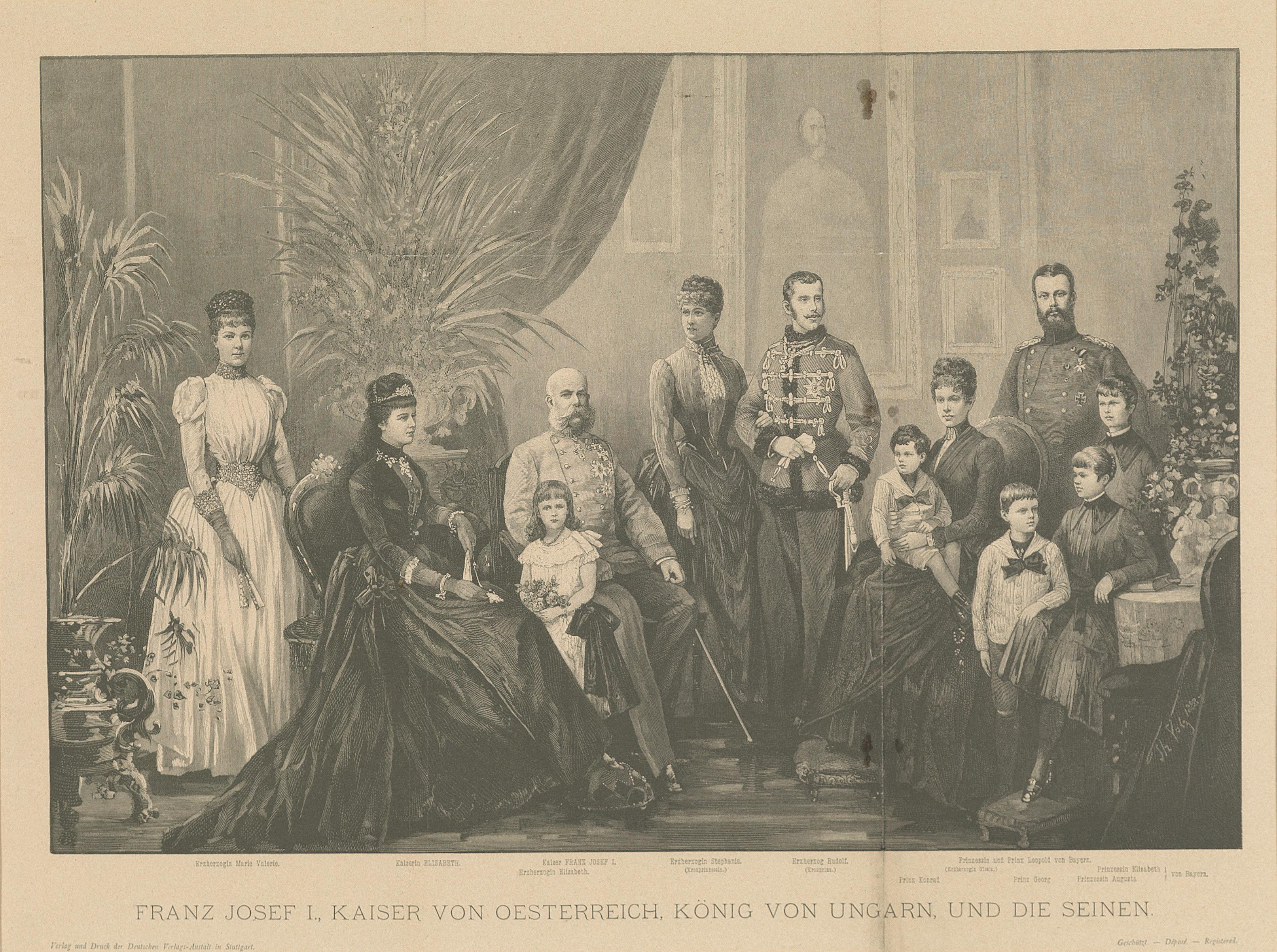
Франц Йосиф з родиною
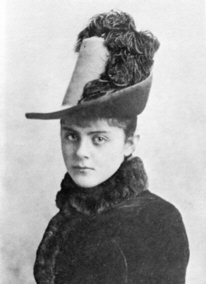
Баронеса Марія Вечера
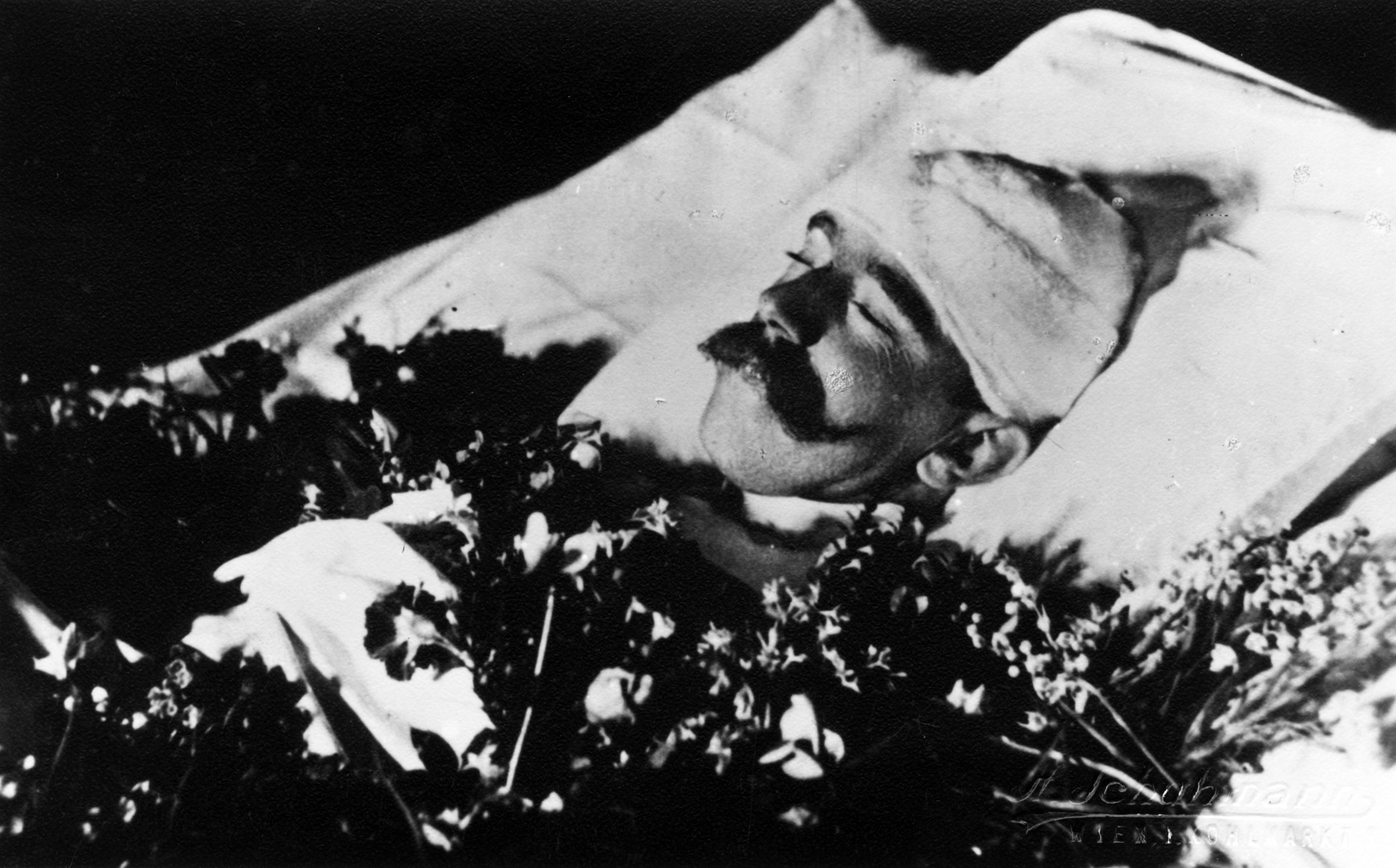
Поховання кронпринца Рудольфа (1889)
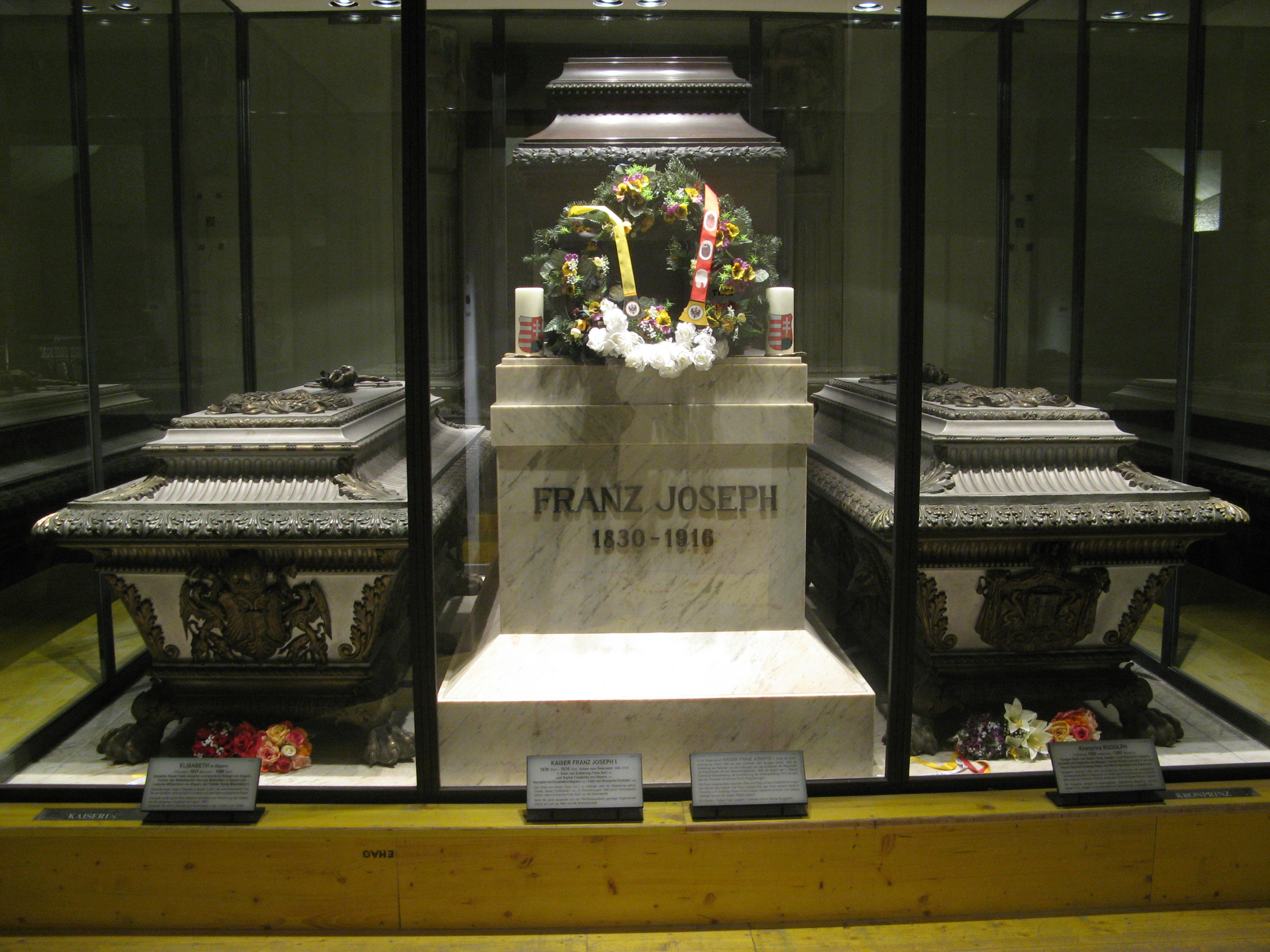
Надгробки Франца Йосифа, Сісі, Рудольфа

## Вшанування
На честь Рудольфа було названо декілька лікарень у Австрії. Ще за життя кронпринца Рудольфа, 1881 року його ім'ям було названо цісарсько-королівську гімназію у Бродах. Повна назва «Ц. К. вища реальна гімназія імені архикнязя Рудольфа» (нім. «R. R. Rudolfs Real — und Obergymnasium»), а на честь його дружини Стефанії Бельгійської було названо вулицю, що прямувала тоді від бродівської гімназії до центру міста. Про життя кронпринца Рудольфа відзнято декілька художніх кінострічок та написано книжок.

### Фільмографія
На тему життя Рудольфа загалом знято 27 художніх фільмів і 2 телесеріали, зокрема:
- 1936 р. — Mayerling (США);
- 1956 р. — Остання любов кронпринца Рудольфа[de] (Австрія);
- 1957 р. — Mayerling (США, з Одрі Гепберн);
- 1968 р. — Маєрлінг (Велика Британія — Франція, з Катрін Денев, Омар Шарифом);
- 1976 р. — Приватні пороки, суспільні чесноти[it] (Італія — Югославія);
- 2006 р. — Остання любов кронпринца Рудольфа[de] (Німеччина — Австрія);
- 2006 р. — The Illusionist (США).

## Нагороди

### Австро-Угорщина
- Орден Золотого руна (1858)
- Королівський угорський орден Святого Стефана, великий хрест (1877)

### Королівство Пруссія
- Орден Чорного орла з ланцюгом
- Орден Червоного орла, великий хрест
- Королівський орден дому Гогенцоллернів, великий командорський хрест

### Велике герцогство Баденське
- Орден Вірності (Баден) (1873)
- Орден Церінгенського лева, великий хрест (1873)

### Італійське королівство
- Вищий орден Святого Благовіщення (6 травня 1881)
- Орден Святих Маврикія та Лазаря, великий хрест (6 травня 1881)
- Орден Корони Італії, великий хрест (6 травня 1881)
- Константинівський орден Святого Георгія, великий хрест (Герцогство Парма)
- Орден Святого Йосипа, великий хрест (Велике герцогство Тоскана)

### Російська імперія
- Орден Андрія Первозванного
- Орден Святого Олександра Невського
- Орден Білого Орла (Російська імперія)
- Орден Святої Анни 1-го ступеня
- Орден Святого Станіслава 1-го ступеня

### Сіам
- Орден Білого слона, великий хрест
- Орден Корони Таїланду, великий хрест

### Британська імперія
- Орден Підв'язки (20 червня 1887)
- Золота медаль Золотого ювілею королеви Вікторії (1887)

### Інші країни
- Орден Мексиканського орла, великий хрест з ланцюгом (1865)
- Орден Святого Губерта з діамантами (Баварське королівство; 1868)
- Орден Високого Портрету з діамантами (Каджарський Іран; 1 серпня 1873)
- Орден Слона (Данія; 24 листопада 1873)
- Орден Білого Сокола, великий хрест (Велике герцогство Саксен-Веймар-Айзенаське; 1873)
- Орден Вюртемберзької корони, великий хрест (1873)
- Орден Карлоса III, великий хрест з ланцюгом (Іспанія; 5 червня 1875)
- Орден Рутової корони (Саксонське королівство; 1876)
- Орден Серафимів (Шведсько-Норвезька унія; 15 квітня 1879)
- Орден Леопольда I, великий ланцюг (Бельгія; 1880)
- Орден Хризантеми з ланцюгом (Японська імперія; 14 лютого 1881)
- Орден Південного Хреста, великий хрест (Бразилія)
- Орден дому Саксен-Ернестіне, великий хрест
- Орден Почесного легіону, великий хрест (Франція)
- Орден Спасителя, великий хрест (Греція)
- Бальї Великого хреста честі і відданості (Мальтійський орден)
- Орден Вендської корони, великий хрест з короною в руді (Мекленбург)
- Орден князя Данила I, великий хрест (Князівство Чорногорія)
- Орден Золотого лева Нассау (Нассауське герцогство)
- Орден Нідерландського лева, великий хрест
- Орден «Османіє» 1-го ступеня
- Пояс двох орденів, великий хрест (Португалія)
- Орден Зірки Румунії, великий хрест
- Орден Святого Марина, великий хрест (Сан-Марино)
- Орден Таковського хреста, великий хрест (Сербське князівство)
- Орден дому Хусейнидів з діамантами (Туніс)